# Rada vlády pro udržitelný rozvoj
Rada vlády pro udržitelný rozvoj (RVUR) je poradním orgánem vlády České republiky ve věcech strategického plánování a udržitelného rozvoje. Ve své činnosti pak: iniciuje, koncipuje, koordinuje, sleduje, vyhodnocuje a podporuje strategické dimenze v řízení státu.
Rada byla založena v roce 2003 necelý rok po Světovém summitu o udržitelném rozvoji v Johannesburgu. Vznikla usnesením vlády ČR č. 778 ze dne 30. července 2003. Usnesením č. 836 ze dne 6. srpna 2003 byl pak schválen statut Rady, který ji v úvodu definuje jako stálý poradní, iniciační a koordinační orgán vlády pro oblast udržitelného rozvoje a strategického řízení. 
Hlavními úkoly Rady je nalézat shodu nad dlouhodobými prioritami a vyhodnocovat klíčové trendy v udržitelném rozvoji na národní i globální úrovni. Je také garantem tvorby klíčových strategických dokumentů udržitelného rozvoje pro Českou republiku: Strategického rámce Česká republika 2030 (dále jen „ČR 2030“) a Implementace Agendy 2030 pro udržitelný rozvoj (Cílů udržitelného rozvoje) v České republice.
Základním principem udržitelného rozvoje je zajištění rovnováhy všech pilířů udržitelného rozvoje, tedy environmentálního, sociálního a ekonomického pilíře. Rada se snaží propojit odborníky s politiky, ale i se strategickými útvary ministerstev, odbornou veřejností a občanskou společností a zajistit tak komplexní náhled na zásadní témata ovlivňující rozvoj našeho státu. Pod Radu spadá osm expertních výborů, které se zabývají jednotlivými tematickými oblastmi, a čtyři pracovní skupiny.
Předsedou Rady je nyní ministr životního prostředí Petr Hladík a místopředsedou je ministr pro místní rozvoj Ivan Bartoš.
Činnost Rady se v současnosti zaměřuje především na:
- implementací Strategického rámce Česká republika 2030 a Agendy 2030 OSN pro udržitelný rozvoj;
- projednání Zprávy o kvalitě života a její udržitelnosti a Zprávy o naplňování Agendy 2030 pro udržitelný rozvoj, které vyhodnocují naplňování opatření a indikátorové sady;
- metodickou koordinaci koncepčních dokumentů.[2]

## Historie
Rada vlády pro udržitelný rozvoj byla zřízena usnesením vlády č. 778 ze dne 30. července 2003 jako stálý poradní, iniciační a koordinační orgán vlády České republiky pro oblast udržitelného rozvoje a strategického řízení. Jednalo se o reakci na mezinárodní aktivity v oblasti udržitelného rozvoje. V roce 2006 byla Rada převedena do gesce Ministerstva životního prostředí ČR (dále jen „MŽP“), kde působila do roku 2014.
Dne 9. června 2014 schválila vláda změny v organizaci a zabezpečení činnosti této Rady a přesunula její působiště z MŽP na Úřad vlády ČR. Do agendy Rady byla rovněž včleněna věcná agenda Národní ekonomické rady vlády.
Dne 14. března 2018 vláda rozhodla o přesunu výkonu a koordinace agendy udržitelného rozvoje z Úřadu vlády ČR na Ministerstvo životního prostředí. Zároveň schválila nový statut Rady, podle kterého je předsedou Rady ministr životního prostředí a místopředsedou ministryně pro místní rozvoj. 

## Oddělení pro udržitelný rozvoj (OUR)
Technické a administrativní zázemí poskytuje radě Oddělení udržitelného rozvoje Ministerstva životního prostředí. Jedním z jeho podstatných úkolů je koordinace činností a jednání Rady a jejích výborů a pracovních skupin. Dalšími úkoly oddělení je zajištění meziresortní spolupráce a koordinace při realizaci politiky udržitelného rozvoje, zajišťování souladu strategických dokumentů s ČR 2030. Důležitou roli sehrává rovněž v rámci posilování mezinárodní spolupráce (zejm. EU, OECD, OSN) a mezinárodních vazeb a využívání zahraničních zkušeností.
Oddělení udržitelného rozvoje zajišťuje také popularizaci a komunikaci udržitelného rozvoje. Za tímto účelem je každoročně pořádáno Fórum pro udržitelný rozvoj a Týden udržitelného rozvoje, celoevropská iniciativa zahrnující širokou škálu aktivit a přednášek, do jejichž organizace se může každý zapojit.

## Fórum udržitelného rozvoje (FUR)
Fórum udržitelného rozvoje Rady vlády pro udržitelný rozvoj (FUR RVUR) je příležitostné setkání, které Rada pořádá za účelem vytvoření veřejného prostoru pro diskuzi o jednotlivých aspektech, cílech a principech udržitelného rozvoje a jeho implementaci v České republice. Činnost FUR RVUR byla od začátku silně provázána s činností Rady vlády pro udržitelný rozvoj. U jeho zrodu pak stál český ekolog a politik Ivan Rynda a další zástupci RVUR, environmentálních organizací (např. Společnosti pro trvale udržitelný život) i akademické sféry (např. Centra pro otázky životního prostředí Univerzity Karlovy).

## Evropský týden udržitelného rozvoje - ETUR
Evropský týden udržitelného rozvoje - ETUR (anglicky European Sustainable Development Week - ESDW) je pravidelnou akcí, jež se koná v rámci jednotlivých regionů (států) Evropské unie, která zviditelňuje projekty a aktivity různých organizací, které propagují udržitelný rozvoj, jeho premisy, zásady a principy. V České republice nad projektem převzalo záštitu Ministerstvo životního prostředí České republiky a koordinuje jej prostřednictvím Oddělení pro udržitelný rozvoj.

## Strategický rámec Česká republika 2030
Rada krátce po svém znovuobnovení začala pracovat na přípravě strategického dokument Česká republika 2030, jež navazuje na předchozí strategický rámec. Česká republika 2030 je strategický rámec stanovující dlouhodobé priority rozvoje České republiky, které pomohou zvýšit kvalitu života v ČR pro současné i budoucí generace. Dokument, který vláda schválila 19. dubna 2017, navazuje na Strategický rámec udržitelného rozvoje České republiky z roku 2010.
Dokument v šesti klíčových oblastech shrnuje, kam rozvoj České republiky dospěl, jakým čelí rizikům a jaké ho čekají příležitosti. Pro každou oblast formuluje strategické i specifické cíle. Klíčové oblasti se kromě tradičních tří pilířů rozvoje (sociálního, environmentálního a ekonomického) věnují životu v regionech a obcích, českému příspěvku k rozvoji na globální úrovni a dobrému vládnutí. Rozdělení strategického dokumentu do šesti kapitol vychází z expertního vyhodnocení tezí, které reagovaly na výzvu předsedy vlády a předsedy Rady vlády pro udržitelný rozvoj adresovanou všem poradním orgánům vlády a sítím neziskových organizací.
Strategický dokument Česká republika 2030 plní především tyto funkce:
- na kvalitním analytickém základě identifikuje příležitosti a hrozby rozvoje ČR;

- formuluje cíle a prioritní oblasti pro rozvoj ČR;

- obsahuje indikátory rozvoje ČR, které komplexně zachycují kvalitu života v ČR a její udržitelnost;

- funguje jako strategický rámec pro dokumenty na národní a krajské úrovni;

- slouží jako věcný rámec pro přípravu programového období 2020+;

- slouží jako platforma pro přenos a monitorování kompatibility s mezinárodními závazky (Agenda 2030 – Cíle udržitelného rozvoje, dále jen „Agenda 2030“).